# Yokohama F. Marinos
Yokohama F. Marinos (Japans: 横浜F・マリノス, Yokohama Efu Marinosu) is een voetbalclub uit Japan die speelt in de J-League. De club is opgericht in 1999 toen de teams Yokohama Marinos en Yokohama Flügels met elkaar fuseerden. Het is een van de succesvolste teams in de J-League.

## Geschiedenis

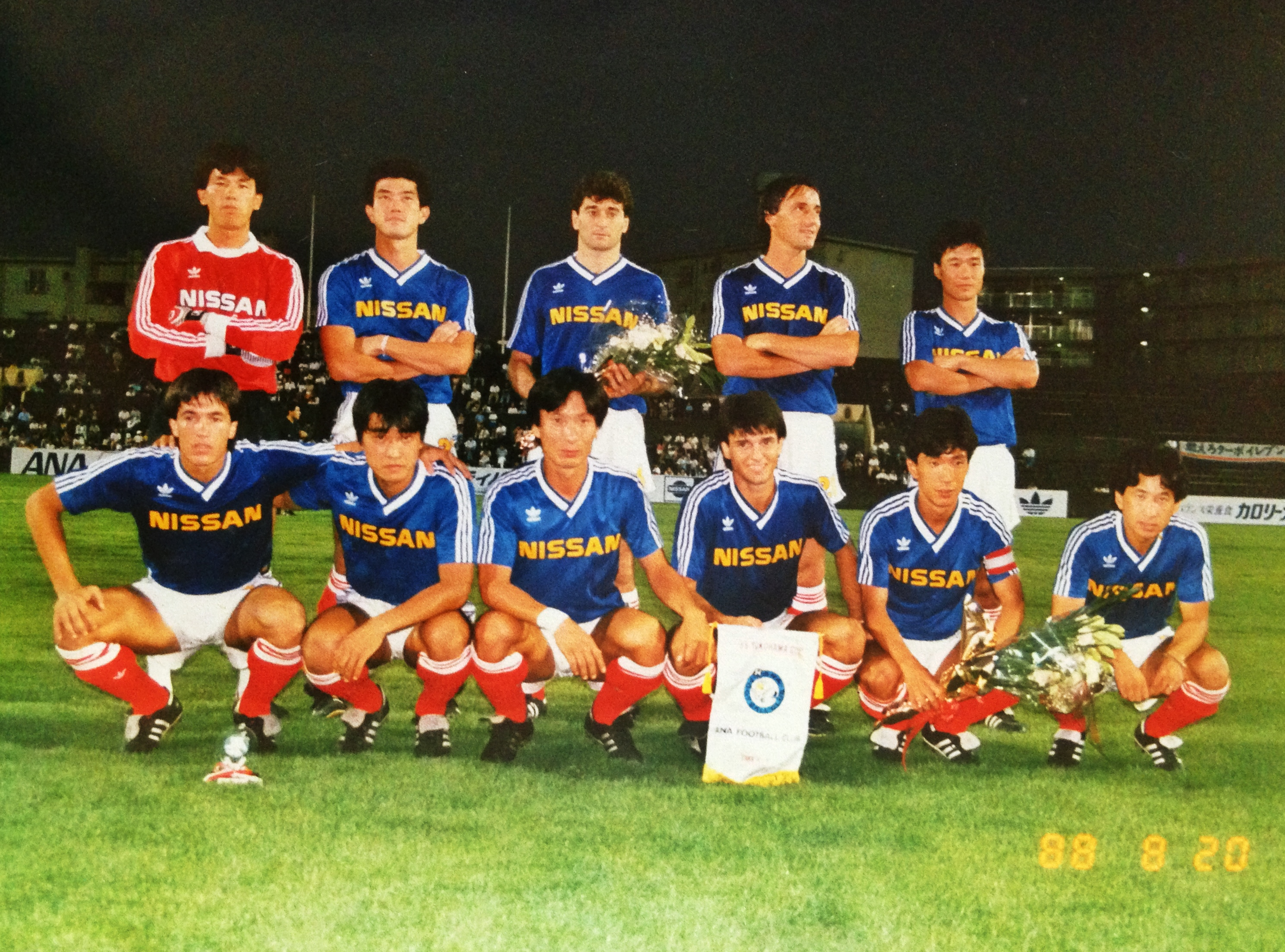
Nissan FC

Yokohama Marinos werd opgericht in 1973 als Nissan FC, de voetbalclub van de autofabrikant Nissan en was een van de initiatiefnemers van de oprichting van de J-League in 1992. De club veranderde haar naam in Yokohama Marinos. Marinos is Spaans voor zeilers, derhalve verwijzend naar de ligging als havenstad van Yokohama.
Yokohama Flügels was vóór oprichting van de J-League operatief als All Nippon Airways FC, de voetbalclub van de Japanse luchtvaartmaatschappij All Nippon Airways. Flügels is het Duitse woord voor vleugels. In 1998 maakte een van de hoofdsponsors, Sato Kogyo, bekend de financiële steun te stoppen aan het team en besloten All Nippon Airways en Nissan tot een fusie van beide teams uit Yokohama. Een deel van de supporters was het niet met de fusie eens en richtte haar eigen team op: Yokohama FC.
De naam van de nieuwe club is Yokohama F. Marinos waarin F. verwijst naar de vroegere club Flügels.

## Erelijst

### Yokohama Marinos / Yokohama F. Marinos
Nationaal
- J1 League: 1995, 2003, 2004, 2019, 2021
- Emperor's Cup: 1992, 2013
- J.League Cup: 2001

Continentaal
- Asian Cup Winners' Cup: 1992/93

### Nissan Motor Football Club
Nationaal
- Japan Soccer League: 1989, 1990
- Emperor's Cup: 1983, 1985, 1988, 1989, 1991
- Japan Soccer League Cup: 1988, 1989, 1990
- All Japan Senior Football Championship: 1976

Continentaal
- Asian Super Cup: 1992

## Eindklasseringen
- Eerst wordt de positie in de eindranglijst vermeld, daarna het aantal teams in de competitie van het desbetreffende jaar. Voorbeeld 1/18 betekent plaats 1 van 18 teams in totaal.
- De eerstgenoemde eindklassering is die van Yokohama Marinos, de tweede van Yokohama Flügels.

| Jaar | J1           | J2 |
| ---- | ------------ | -- |
| 1993 | 4/10 - 6/10  |    |
| 1994 | 6/12 - 7/12  |    |
| 1995 | 1/14 - 13/14 |    |
| 1996 | 8/16 - 3/16  |    |
| 1997 | 3/17 - 6/17  |    |
| 1998 | 4/18 - 7/18  |    |
| 1999 | 5/16         |    |
| 2000 | 2/16         |    |
| 2001 | 13/16        |    |
| 2002 | 2/16         |    |
| 2003 | 1/16         |    |
| 2004 | 1/16         |    |
| 2005 | 9/18         |    |
| 2006 | 9/18         |    |
| 2007 | 7/18         |    |
| 2008 | 9/18         |    |
| 2009 | 10/18        |    |

## Huidige spelerslijst
| Rugnr. | Naam                 | Nationaliteit | Positie      |
| 1      | Tetsuya Enomoto      | Japan         | Keeper       |
| 2      | Eltinho              | Brazilië      | Verdediger   |
| 3      | Naoki Matsuda        | Japan         | Verdediger   |
| 4      | Daisuke Nasu         | Japan         | Verdediger   |
| 6      | Yoshiharu Ueno       | Japan         | Middenvelder |
| 7      | Hayuma Tanaka        | Japan         | Middenvelder |
| 8      | Marques              | Brazilië      | Aanvaller    |
| 9      | Takayuki Suzuki      | Japan         | Aanvaller    |
| 10     | Koji Yamase          | Japan         | Middenvelder |
| 11     | Daisuke Sakata       | Japan         | Aanvaller    |
| 13     | Takayobu Komiyama    | Japan         | Verdediger   |
| 14     | Kenta Kano           | Japan         | Verdediger   |
| 15     | Hideo Oshima         | Japan         | Aanvaller    |
| 16     | Koji Yoshimura       | Japan         | Middenvelder |
| 17     | Takayuki Yoshida     | Japan         | Aanvaller    |
| 18     | Norihisa Shimizu     | Japan         | Aanvaller    |
| 19     | Takashi Inui         | Japan         | Middenvelder |
| 20     | Quinten Martinus     | Nederland     | Aanvaller    |
| 21     | Daijiro Takakuwa     | Japan         | Keeper       |
| 22     | Yuji Nakazawa        | Japan         | Verdediger   |
| 23     | Masakazu Tashiro     | Japan         | Verdediger   |
| 24     | Taketo Shiokawa      | Japan         | Middenvelder |
| 25     | Fumiya Yamamoto      | Japan         | Middenvelder |
| 26     | Yusuke Tanaka        | Japan         | Verdediger   |
| 27     | Yosuke Saito         | Japan         | Aanvaller    |
| 28     | Takashi Amano        | Japan         | Verdediger   |
| 29     | Aria Jasuru Hasegawa | Japan         | Middenvelder |
| 30     | Yuzo Kurihara        | Japan         | Verdediger   |
| 31     | Hiroki Iikura        | Japan         | Keeper       |
| 32     | Yukihiro Yamase      | Japan         | Middenvelder |
| 33     | Marcus               | Brazilië      | Middenvelder |
| 34     | Taku Ishihara        | Japan         | Middenvelder |
| 35     | Ryuji Kawaii         | Japan         | Verdediger   |
| 36     | Yota Akimoto         | Japan         | Keeper       |
| 37     | Yasuhiro Tominaga    | Japan         | Keeper       |

## Bekende (ex-)spelers
- Shunsuke Nakamura
- Yoshikatsu Kawaguchi
- Yuji Nakazawa
- Takashi Inui
- Masashi Oguro
- Masami Ihara
- Naoki Matsuda
- Takayuki Suzuki
- Shoji Jo
- Jungo Fujimoto
- Nobutoshi Kaneda
- Takeshi Koshida
- Shinji Tanaka
- Shinobu Ikeda
- Kazushi Kimura
- Koichi Hashiratani
- Takashi Mizunuma
- Toru Sano
- Hiroshi Hirakawa
- Toshinobu Katsuya
- Takahiro Yamada
- Tetsuji Hashiratani
- Shigetatsu Matsunaga
- Kenta Hasegawa
- Katsuo Kanda
- Masaharu Suzuki
- Kenichi Shimokawa
- Ryuji Michiki
- Norio Omura
- Wagner Lopes
- Masahiro Ando
- Takashi Hirano
- Tomoyuki Hirase
- Yoshiharu Ueno
- Daijiro Takakuwa
- Eisuke Nakanishi
- Yasuhiro Hato
- Yuzo Kurihara
- Daisuke Oku
- Atsuhiro Miura
- Tatsuhiko Kubo
- Hayuma Tanaka
- Daisuke Sakata
- Koji Yamase
- Kazuma Watanabe
- Naohiro Ishikawa
- Mike Havenaar
- Manabu Saito
- Yasuhito Endo
- Seigo Narazaki
- Masaki Yokotani
- Masaaki Kato
- Osamu Maeda
- Masanao Sasaki
- Yasuharu Sorimachi
- Hiroshi Hirakawa
- Yoshiro Moriyama
- Naoto Otake
- Masakiyo Maezono
- Motohiro Yamaguchi
- Yasuhiro Hato
- Atsuhiro Miura
- Ramón Díaz
- Néstor Gorosito
- Alberto Acosta
- Ramón Medina Bello
- David Bisconti
- Gustavo Zapata
- Julio César Baldivieso
- Rôni
- Márcio Rodrigues
- Marques Batista de Abreu
- César Sampaio
- Zinho
- Evair
- Edu Marangon
- Goran Jurić
- Quenten Martinus
- Ion Andoni Goikoetxea
- Julio Salinas
- Paulo Futre
- Igor Ledjachov
- Jaime Rodríguez
- Dušan Petković

## Bekende (ex-)trainers
- Xabier Azkargorta
- Carles Rexach (Yokohama Flügels)